# Salón de la Fama del Póker
Salón de la Fama del Póker es una institución creada en Las Vegas en 1979 por Benny Binion, propietario del casino Horseshoe, con el objetivo de preservar los nombres y legados de las grandes figuras del póker y, al mismo tiempo, servir como atractivo para el público aficionado al juego.
En 2023, con la reinauguración de Horseshoe Las Vegas en el Strip, el recinto estrenó la Poker Hall of Fame Poker Room y una exhibición permanente que homenajea a los miembros del Salón de la Fama junto a la entrada principal del complejo.

## Proceso de nominación y criterios
Desde 2009 la WSOP abre anualmente un proceso de nominación pública en el que cualquier aficionado puede proponer candidatos a través de un formulario en línea; los diez más apoyados que cumplan los requisitos pasan a la lista final que votan los miembros vivos del Salón de la Fama.
Los criterios de elegibilidad incluyen: tener al menos 40 años al momento de la nominación haber competido contra rivales de primer nivel; haber jugado en altas apuestas demostrar consistencia y respeto de sus pares; superar la «prueba del tiempo»y, para no jugadores, haber contribuido de forma positiva y duradera al desarrollo del juego.

## Historia
El Salón de la Fama fue concebido por Benny Binion - propietario del Horseshoe - como un reconocimiento duradero a los protagonistas del póker y como elemento promocional de su casino. En 2004, Harrah's Entertainment adquirió el casino Binion’s Horseshoe y los derechos sobre la marca WSOP, anunciando la creación del circuito WSOP Circuit, lo que consolidó la gestión del Salón bajo el paraguas de la WSOP.